# On murmure dans la ville
Ne doit pas être confondu avec le remake allemand (1965) au même titre français.
Pour plus de détails, voir Fiche technique et Distribution.
On murmure dans la ville (People Will Talk) est un film américain réalisé par Joseph L. Mankiewicz, sorti en 1951.

## Synopsis
Noah Praetorius est un brillant gynécologue qui donne des cours dans une faculté de médecine et dirige une clinique privée, où il privilégie les rapports humains avec ses patientes.
L'une d'elles, Deborah Higgins, est une jeune future mère célibataire en détresse, dont il tombe amoureux (et réciproquement). Non seulement il l'épouse mais il recueille son beau-père, Arthur Higgins, un raté qui vivait indigemment aux côtés de son frère John, un maniaque dominateur.
Le Dr Praetorius est apprécié de tous ses collègues (dont son ami le Professeur Barker, physicien et contrebassiste) et de tous ses étudiants, à l'exception du Professeur Ellwell, qui le jalouse et qui fait ouvrir une enquête interne visant à éclairer le « passé trouble » du médecin et le mystère entourant la présence constante à ses côtés du dénommé Shunderson. Il est en effet avéré que Praetorius a autrefois exercé la médecine dans l'arrière-boutique d'une boucherie, au fond d'une province reculée, et que ses gains lui ont permis par la suite de se spécialiser, et d'acheter une clinique...

## Fiche technique
- Titre français : On murmure dans la ville
- Titre français alternatif : Dr. Miracle
- Titre belge : Le Mystérieux Dr. Praetorius
- Titre original : People will Talk
- Réalisation et scénario : Joseph L. Mankiewicz (d'après la pièce Dr Praetorius de Curt Goetz)

- Photographie : Milton R. Krasner
- Montage : Barbara McLean
- Direction artistique : George W. Davis et Lyle Wheeler
- Costumes : Charles Le Maire
- Production : Darryl F. Zanuck, pour la Twentieth Century Fox
- Pays de production :  États-Unis
- Langue originale : anglais
- Format : noir et blanc
- Genre : comédie
- Durée : 110 minutes
- Dates de sortie :
  - États-Unis : 29 août 1951
  - France : 3 octobre 1952

## Distribution
- Cary Grant (VF : Jean Martinelli) : le docteur Noah Praetorius
- Jeanne Crain (VF : Sylvie Deniau) : Déborah Higgins
- Finlay Currie (VF : Jean Toulout) : Monsieur Shunderson
- Hume Cronyn : le professeur Rodney Ellwell
- Walter Slezak (VF : Camille Guérini) : le professeur Barker
- Sidney Blackmer (VF : Raymond Rognoni) : Arthur Higgins
- Basil Ruysdael : Dean Lyman Brockwell
- Katherine Locke : Mademoiselle James

Acteurs non crédités :
- Billy Mauch : un étudiant
- Carleton Young : le docteur Beecham
- Billy House (VF : Pierre Morin) : le sergent Coonan
- Margaret Hamilton : la gouvernante Mademoiselle Sarah Piggett
- John Davidson et Stuart Holmes : Membres du conseil de la faculté
- Will Wright : John Higgins
- Parley Baer : vendeur dans le magasin de jouets
- Bess Flowers : membre de l'auditoire au concert
- Jack Kelly : un étudiant dans la salle de classe
- Lawrence Dobkin : chef d'entreprise
- William Bryant (en) : chef des étudiants
- Julia Dean : vieille femme
- Ray Montgomery (en) : docteur

## Musique
Le film utilise des compositions de Johannes Brahms (Ouverture pour une fête académique) et Richard Wagner. L'orchestre est dirigé par Alfred Newman.

## Postérité
Joseph Leo Mankiewicz et Cary Grant éprouvaient le même sentiment d'avoir tourné là l'un de leurs meilleurs films[réf. nécessaire].

## Distinction
- Writers Guild of America Awards 1952 : nomination comme meilleur scénario de comédie américaine, pour Joseph L. Mankiewicz[1]